# Canada ai Giochi della IX Olimpiade
Il Canada partecipò ai Giochi della IX Olimpiade, svoltisi ad Amsterdam, Paesi Bassi, dal 28 luglio al 12 agosto 1928, con una delegazione di 69 atleti, di cui 7 donne, impegnati in 8 discipline, aggiudicandosi 4 medaglie d'oro, 4 medaglie d'argento e 7 medaglie di bronzo.

## Medagliere

### Per discipline
| Sport            | Oro | Argento | Bronzo | Totale |
| ---------------- | --- | ------- | ------ | ------ |
| Atletica leggera | 4   | 2       | 2      | 8      |
| Lotta libera     | 0   | 1       | 2      | 3      |
| Canottaggio      | 0   | 1       | 1      | 2      |
| Pugilato         | 0   | 0       | 1      | 1      |
| Nuoto            | 0   | 0       | 1      | 1      |
| Totale           | 4   | 4       | 7      | 15     |

### Medaglie
| Medaglia | Atleta | Sport            | Evento                                      |
| -------- | --- | ---------------- | ------------------------------------------- |
| Oro      | Percy Williams | Atletica leggera | 100 metri piani maschili                    |
| Oro      | Percy Williams | Atletica leggera | 200 metri piani                             |
| Oro      | Fanny Rosenfeld Ethel Smith Jane Bell Myrtle Cook                                                                           | Atletica leggera | Staffetta 4×100 metri femminile             |
| Oro      | Ethel Catherwood | Atletica leggera | Salto in alto femminile                     |
| Argento  | James Ball | Atletica leggera | 400 metri piani                             |
| Argento  | Fanny Rosenfeld | Atletica leggera | 100 metri piani femminili                   |
| Argento  | Joe Wright Jr. Jack Guest                                                                                                   | Canottaggio      | Due di coppia maschile                      |
| Argento  | Donald Stockton | Lotta libera     | Pesi medi                                   |
| Bronzo   | Alex Wilson Phil Edwards Stan Glover James Ball                                                                             | Atletica leggera | Staffetta 4×400 metri                       |
| Bronzo   | Ethel Smith | Atletica leggera | 100 metri piani femminili                   |
| Bronzo   | Frederick Hedges Frank Fiddes Jack Hand Herbert Richardson Jack Murdoch Athol Meech Edgar Norris William Ross John Donnelly | Canottaggio      | Otto maschile                               |
| Bronzo   | Jim Trifunov | Lotta libera     | Pesi gallo                                  |
| Bronzo   | Maurice Letchford | Lotta libera     | Pesi welter                                 |
| Bronzo   | Munroe Bourne James Thompson Garnet Ault Walter Spence                                                                      | Nuoto            | Staffetta 4x200 metri stile libero maschile |
| Bronzo   | Ray Smillie | Pugilato         | Pesi welter                                 |